# Julian Bell
Julian Heward Bell (* 4. Februar 1908 in London; † 18. Juli 1937 in Brunete bei Madrid) war ein britischer Maler, Kunstkritiker und Dichter.

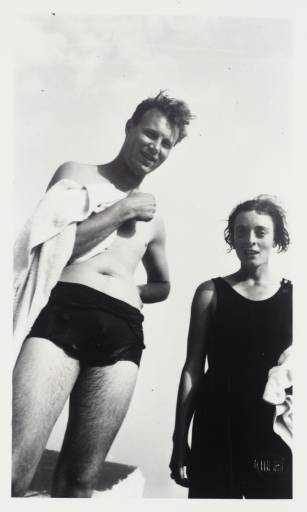
Julian Bell mit Elizabeth Watson (1930)

## Leben
Julian Bell war der älteste Sohn von Arthur Clive Howard Bell (1881–1964) und Vanessa Stephen (1879–1961), und der Neffe von Virginia Woolf. Der Schriftsteller Quentin Bell war sein jüngerer Bruder, die Malerin und Schriftstellerin Angelica Garnett war seine Halbschwester. Zusammen mit seinen Geschwistern wuchs er im legendären Bloomsbury-Künstlerkreis auf. 
Julian Bell studierte an der Leighton Park School und am King’s College in Cambridge. Dort wurde er unter dem Einfluss seines Freundes Anthony Blunt (1907–1983) zum Kommunisten; beide waren Mitglied der marxistisch unterwanderten Geheimgesellschaft der „Cambridge Apostles“. Nach dem Studium arbeitete Bell auf ein College-Stipendium hin, aber ohne Erfolg. 
Im Jahr 1935 reiste der junge Dichter nach China, um an der Wuhan-Universität in der Provinz Hubei Englische Literatur zu unterrichten. In Wuhan begann der Frauenheld eine Affäre mit der Schriftstellerin Ling Shuhua (1900–1990), die Ehefrau seines Dekans, die zugleich Bells Studentin war.
Im Frühsommer des Jahres 1937 reiste Julian Bell nach Spanien, wo er wie viele andere britische und amerikanische Intellektuelle die passive Haltung seines Landes angesichts des drohenden Faschismus in Europa und Asien kritisierte. Als Kompromiss mit der pazifistischen Haltung seiner Mutter und dem Pazifismus der Bloomsbury-Group schloss er sich nicht als Kombattant den Internationalen Brigaden, sondern als Fahrer eines Sanitätswagens der britischen Einheit Spanish Medical Aid an. Die Hälfte dieser Einheit kam bei der Schlacht von Brunete ums Leben. Bell wurde, als er beim Ausbessern einer unter Beschuss liegenden Straße half und sich weigerte, in Deckung zu gehen, von einem Granatsplitter getroffen, der tief in die Brust drang. Er wurde in den damals als Lazarett dienenden Palast des Escorial gebracht, wo er 6 Stunden später starb. Seine letzten Worte waren: „Ich wollte immer eine Geliebte und eine Gelegenheit, in den Krieg zu ziehen: jetzt habe ich beides gehabt.“

## Werke
- 1930 Winter Movement
- 1935 We Did Not Fight: 1914–1918 Experiences of War Resisters (Hrsg.)
- 1936 Work for the Winter
- 1938 Essays, Poems and Letters, hrsg. von Quentin Bell